# قعيقعان (إب)
قعيقعان هي إحدى قرى الجمهورية اليمنية. تتبع جغرافيا لمحافظة إب وإداريًا لمديرية يريم. يبلغ تعداد سكانها 1178 نسمة حسب الإحصاء الذي أجري عام 2004.